# Ovelgönne
Ovelgönne est une commune du Land de Basse-Saxe en Allemagne, dans l'arrondissement de Wesermarsch.

## Quartiers
- Großenmeer, 26,66 km²
- Oldenbrok, 28,60 km²
- Strückhausen, 64,41 km²
- Ovelgönne, 4,14 km²